# Queich
Die Queich ist ein fast 52 km langer westlicher, linker Nebenfluss des Rheins. Sie entspringt bei Hauenstein im Südteil des Pfälzerwalds, dem deutschen Teil des Wasgaus, und mündet in der Oberrheinischen Tiefebene im Stadtgebiet von Germersheim in den Oberrhein. Die Queich ist – neben Speyerbach, Lauter (am Oberlauf Wieslauter) und Schwarzbach – die Entwässerungsachse eines der vier großen Flusssysteme des Pfälzerwalds.

## Name
Die Queich wird im Jahr 828 als Queicha erstmals schriftlich erwähnt. Der Name leitet sich wahrscheinlich vom germanischen *Kwaik(w)ō „die Frische, Muntere“ ab.

## Geographie

### Quelle
Die Queichquelle liegt 3 km südlich der Gemeinde Hauenstein in 273 m Höhe am Ostfuß des 461 m hohen Winterbergs. Sie ist mit behauenen Steinen aus dem landschaftstypischen roten Buntsandstein gefasst. An der Quellanlage gibt es auch ein Wassertretbecken und Sitzbänke.

### Verlauf
Die Queich fließt zunächst als schmaler Bach durch das Stephanstal in nördlicher Richtung. Kurz vor dem Beginn der Wohnbebauung von Hauenstein ist sie zum etwa 200 m langen und bis 40 m breiten Paddelweiher aufgestaut. Nach dem Durchqueren der Gemeinde und dem Passieren des Neding sowie des Großen Rauhbergs wendet sie sich nach Osten und bewegt sich in großen Bögen durch das nach ihr benannte Queichtal, wobei sie Wilgartswiesen und Rinnthal passiert; dort bildet sie die Südgrenze der Frankenweide. Nach dem Vorbeifluss am Göckelberg nimmt sie von links und Nordwesten ihren stärksten Zufluss auf, den 15 km langen Wellbach.

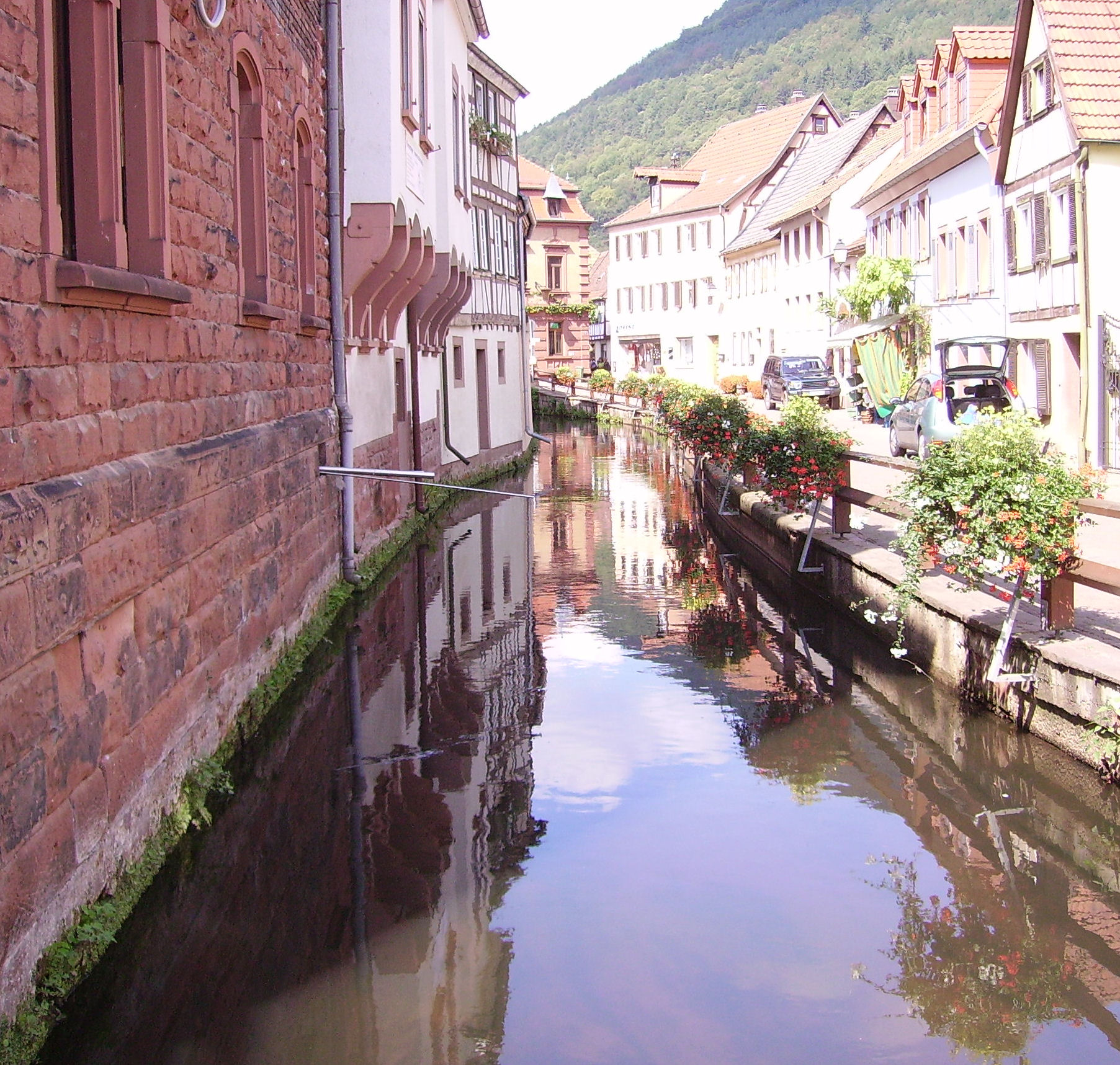
In Annweiler

Dann zieht sie durch Annweiler-Sarnstall, wo von Südwesten der Rimbach einmündet, und durch das Stadtzentrum von Annweiler. Danach passiert sie das denkmalgeschützte Gut Rothenhof. In Annweiler-Queichhambach wird sie, wiederum von links und Nordwesten, durch ihren zweitstärksten Zufluss verstärkt, den wenig zuvor von Eußerbach und Dernbach gebildeten Eisbach.
Nach gut 20 km öffnet sich in Albersweiler das Tal, das in diesem Bereich das südliche Ende der Haardt bildet, zur Rheinebene hin, und es beginnt die Hügellandschaft an der Deutschen Weinstraße, in der sich das bedeutendste pfälzische Weinbaugebiet erstreckt. In Siebeldingen quert die Queich die Deutsche Weinstraße, beim Vorort Godramstein erreicht sie das Stadtgebiet von Landau. Dort ist sie größtenteils verrohrt und nur an einigen Stellen wenigstens kanalisiert wahrzunehmen. Im Westen der Kernstadt zweigt der Bürgergraben links ab, der sich kurz vor dem Hauptbahnhof wieder mit der Queich vereinigt. Im Vorort Queichheim verlässt die Queich die Stadt, nachdem sie etwa 30 km unterhalb ihrer Quelle in der offenen Ebene angekommen ist; hier mündet von rechts der Birnbach.
Ihre nächsten Stationen sind Offenbach an der Queich und Ottersheim, deren Gemarkungen sie allerdings nur im Norden durchfließt, während sie die Siedlungsgebiete weiter südlich nicht berührt. Am Ottersheimer Teilungswehr wird rund 40 Prozent des Queichabflusses für den rechten Mündungsarm Spiegelbach abgezweigt, der nach Südosten über Bellheim und den Michelsbach bei Sondernheim dem Rhein zufließt.
Die Queich selbst wendet sich mehr nach Nordnordost, tritt in den Bellheimer Wald ein, durchfließt die Innenstadt von Germersheim und mündet im Norden der Stadt auf 95 m Höhe in den Rhein.
Bei Rheinhochwasser kann die Queich durch ein Wehr vom Rhein abgetrennt werden, um Überflutungen in Germersheim zu verhindern. Bei Schließung des Wehrs wird die Vorflut durch das an der Mündung gelegene Pumpwerk Germersheim sichergestellt. Das zwischen 2004 und 2009 erbaute Schöpfwerk kann mit seinen drei Pumpen bis zu 3,3 m³/s Wasser heben. Zeitgleich mit dem Schöpfwerk wurde im Bellheimer Wald eine Flutmulde gebaut, die zur Druslach, dem nördlichen Mündungsarm der Queich, führt. Die für 11,1 m³/s Wasser dimensionierte Flutmulde zweigt oberhalb der Holzmühle ab und folgt einer Schneise für Hochspannungsleitungen.

Im Pfälzerwald
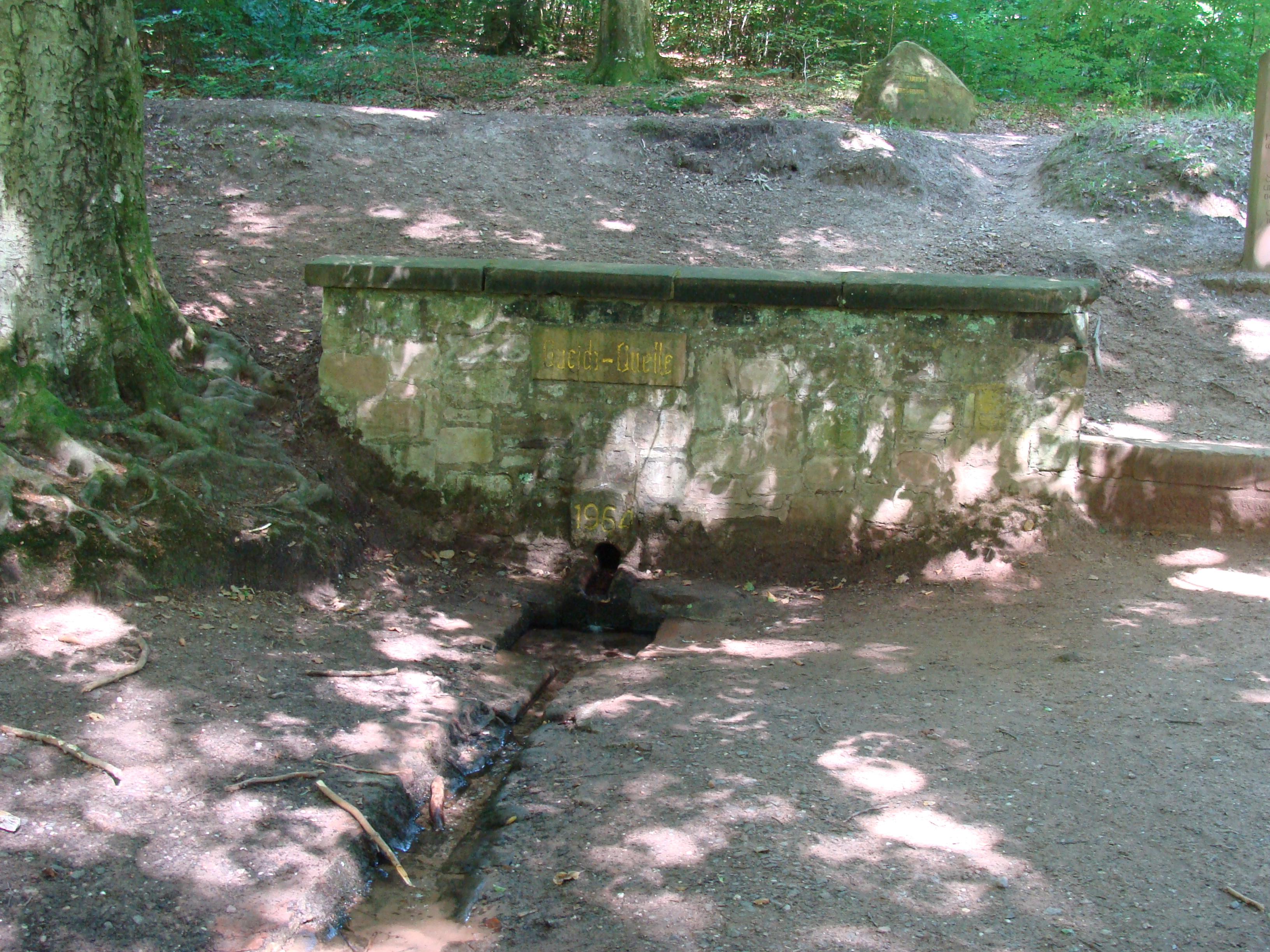
Queichquelle
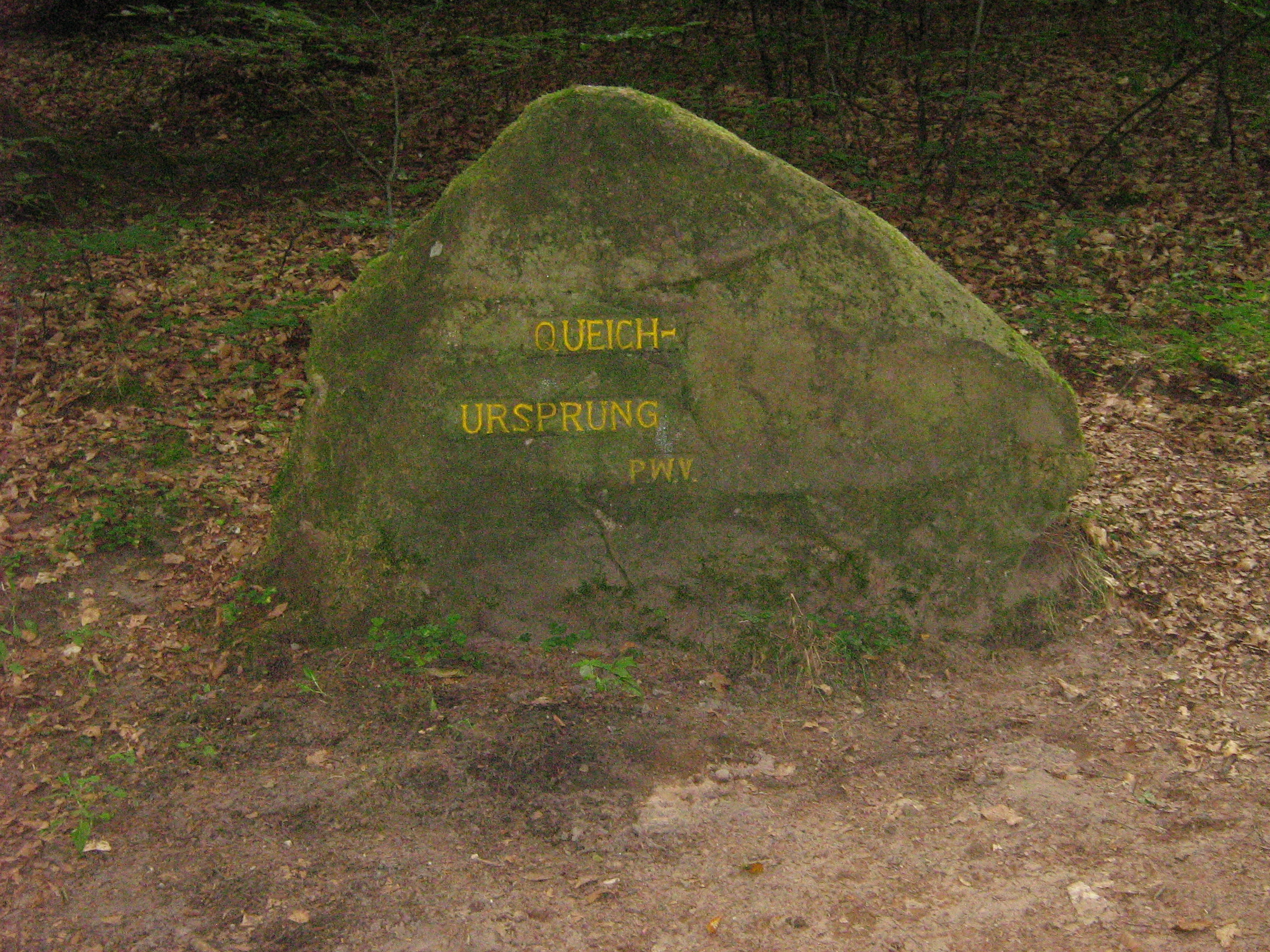
Ritterstein 214 „Queichursprung“
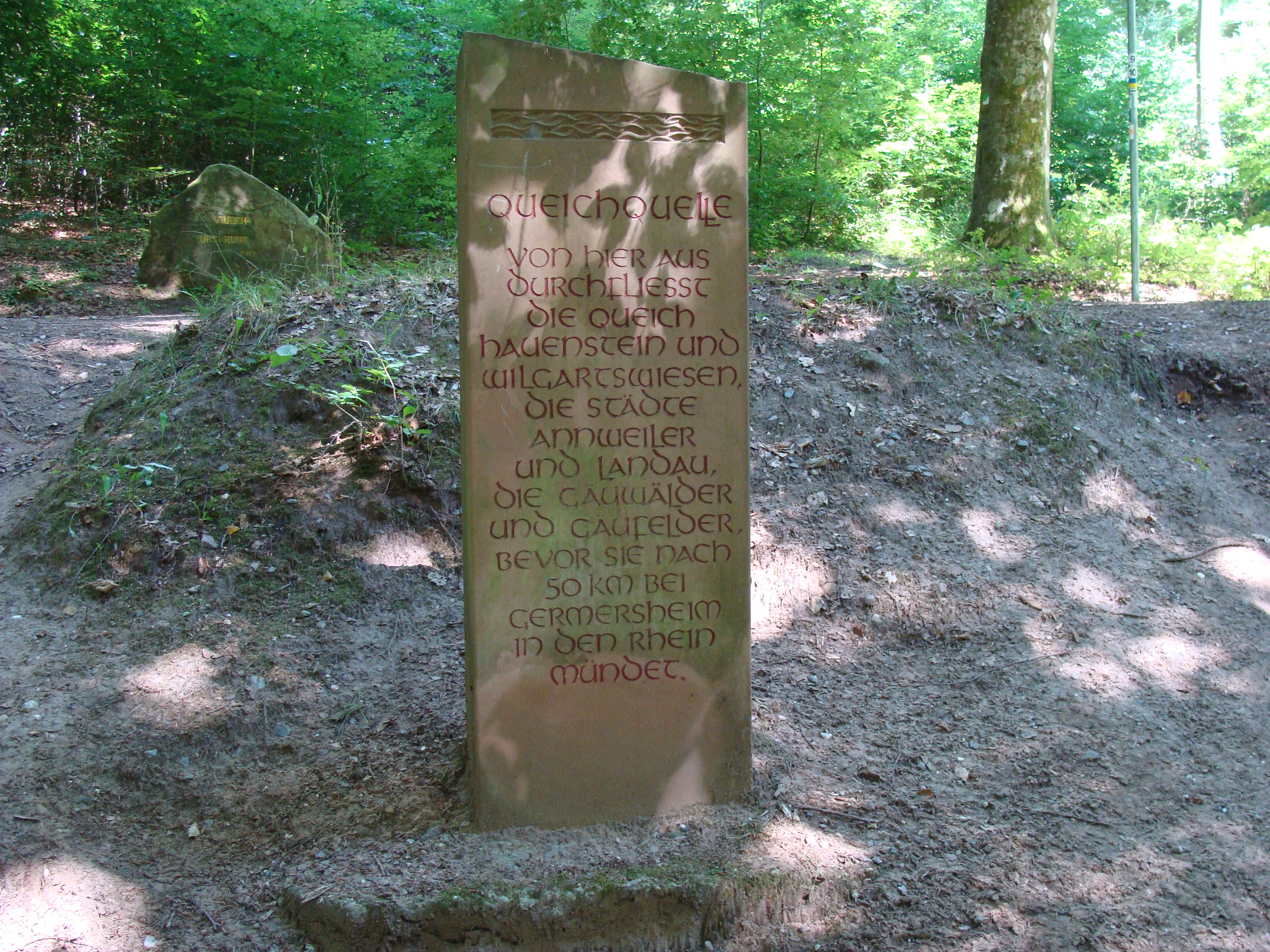
Markierung nahe der Queichquelle
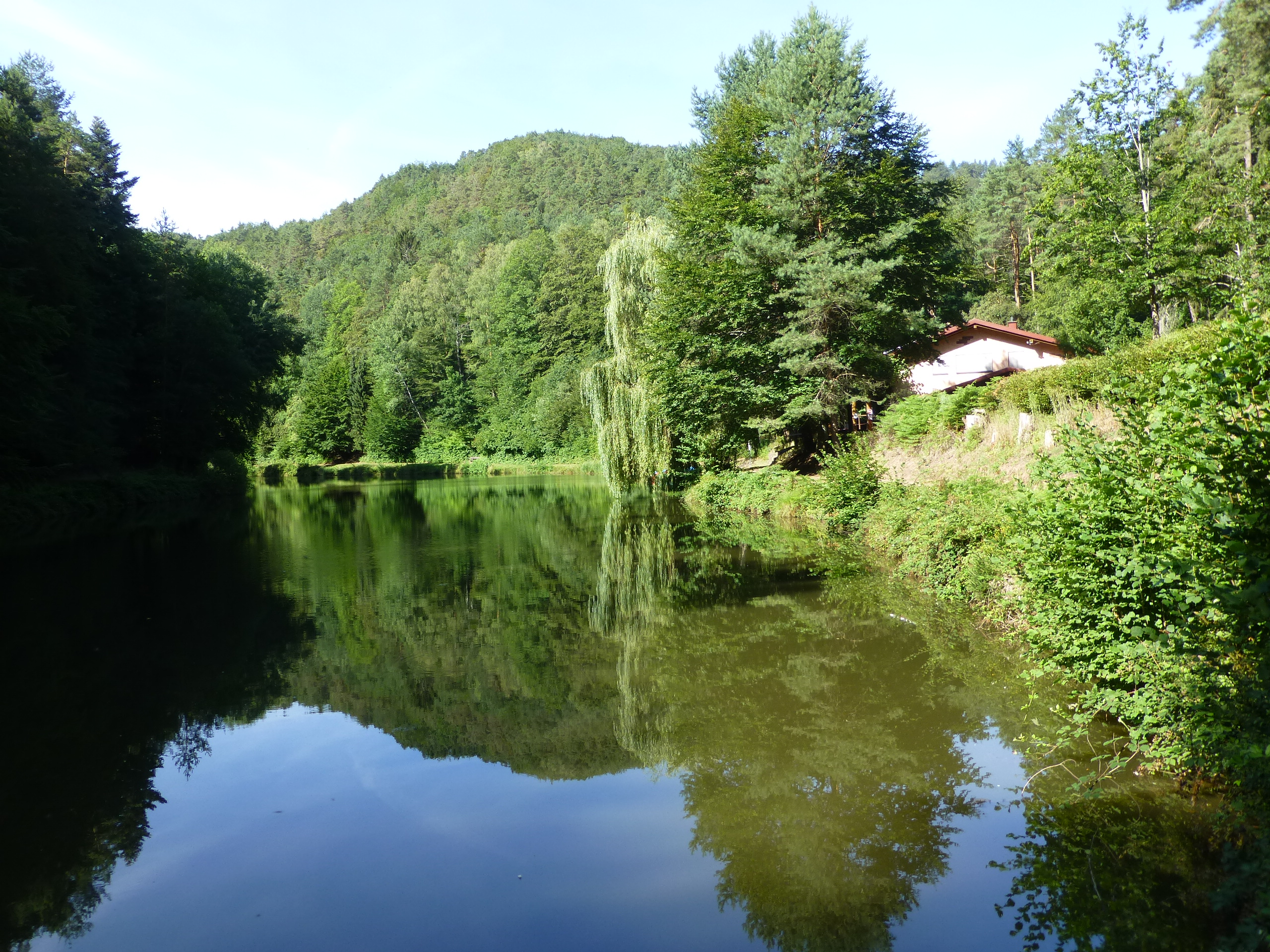
Paddelweiher bei Hauenstein

In der Rheinebene
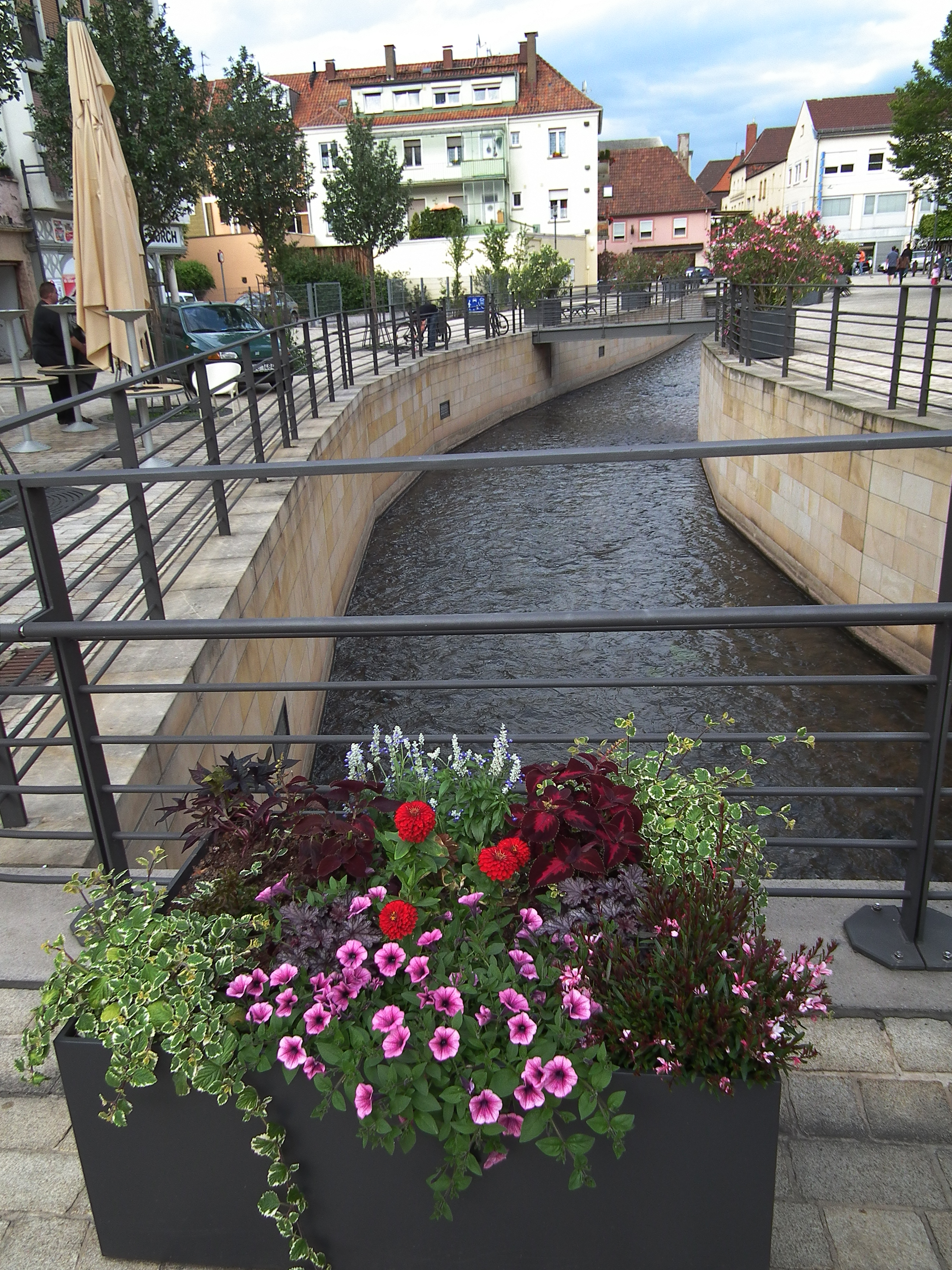
In Landau
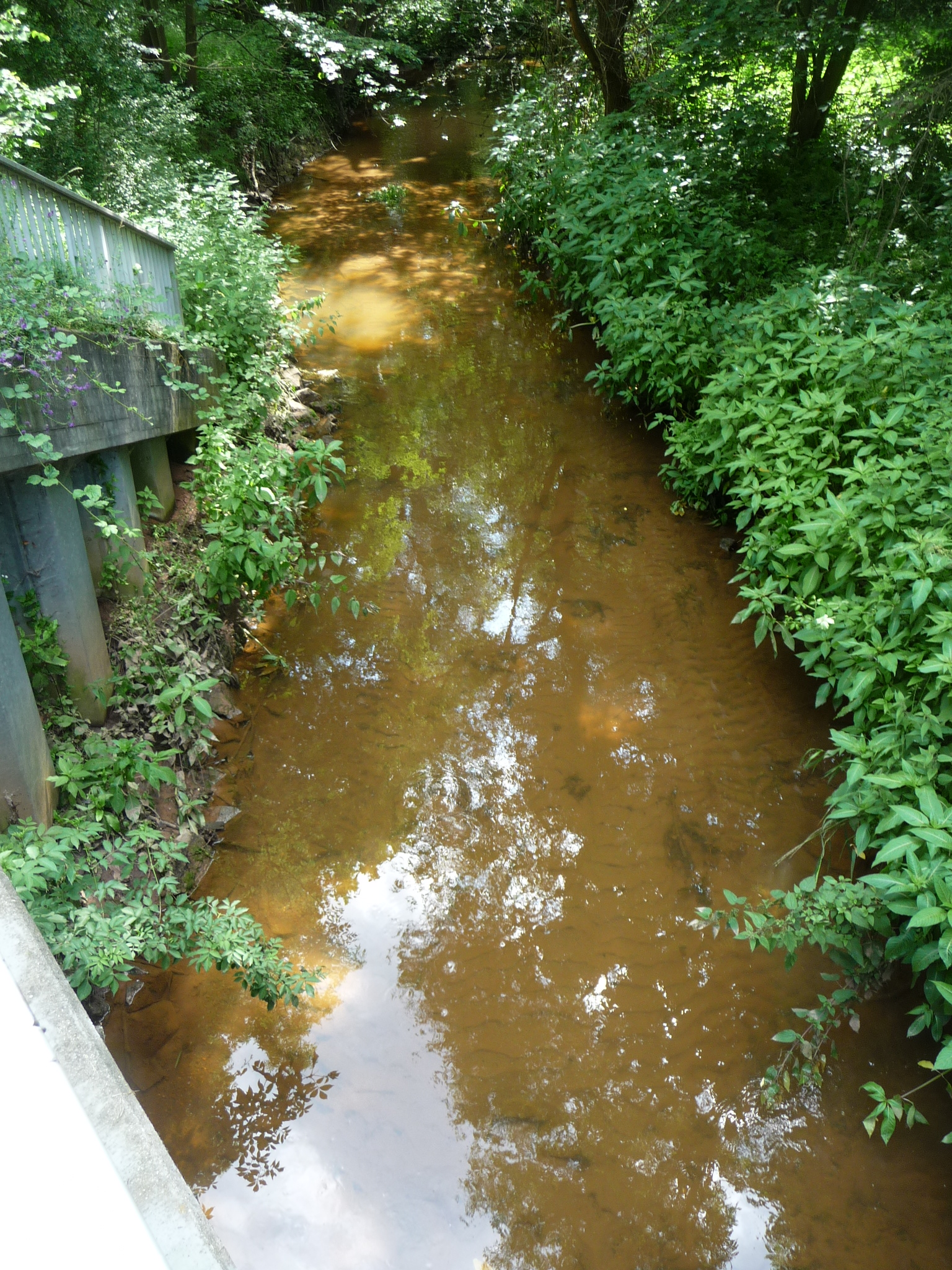
In Offenbach
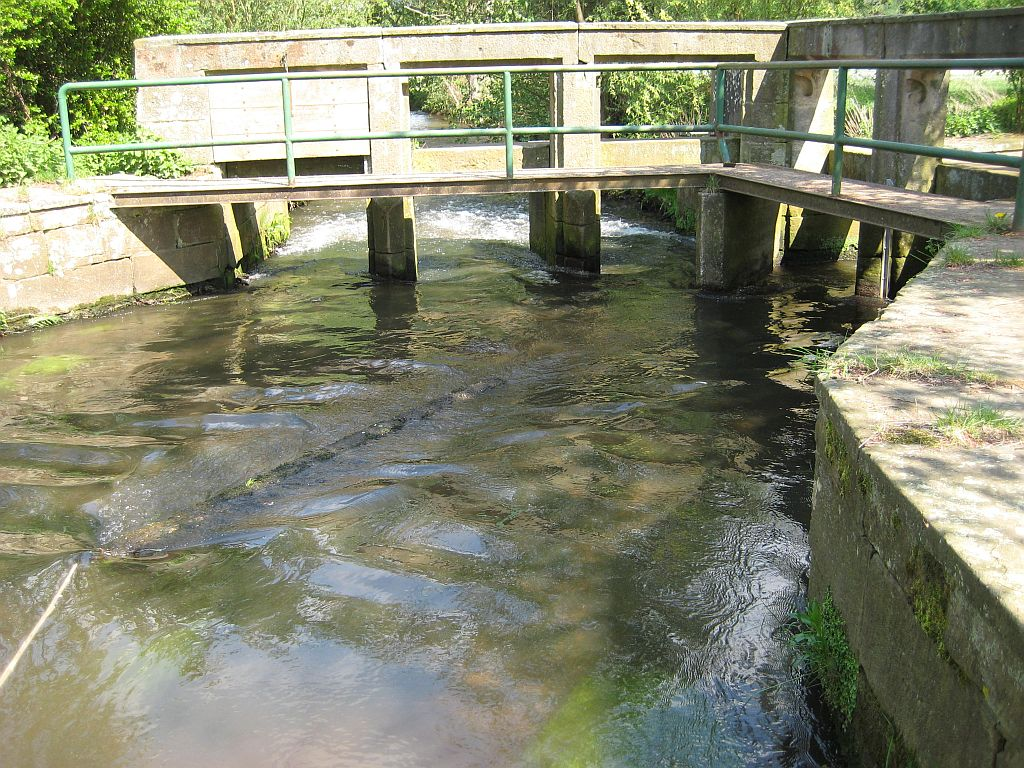
Ottersheimer Teilungswehr
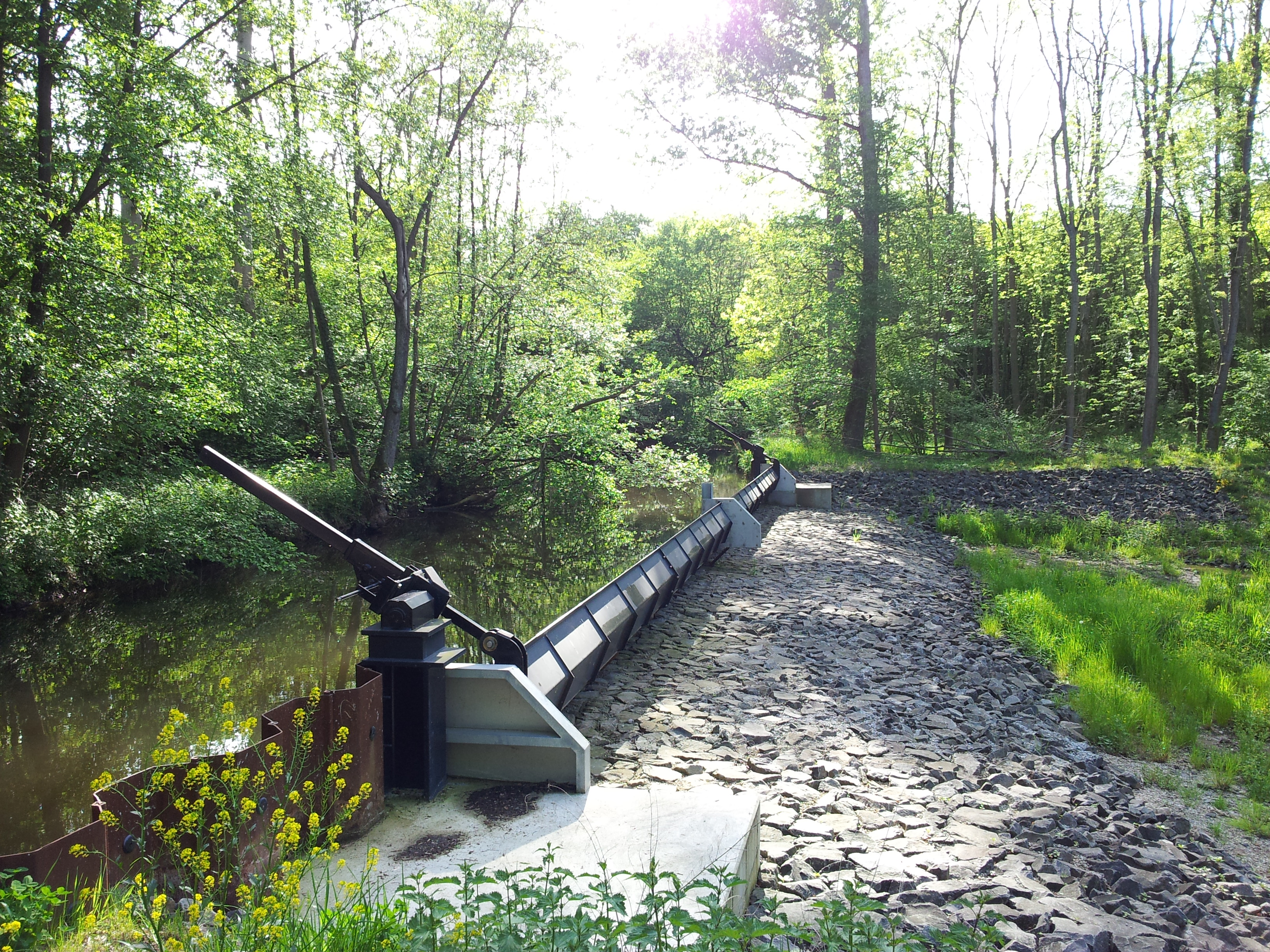
Abzweig der Flutmulde im Bellheimer Wald
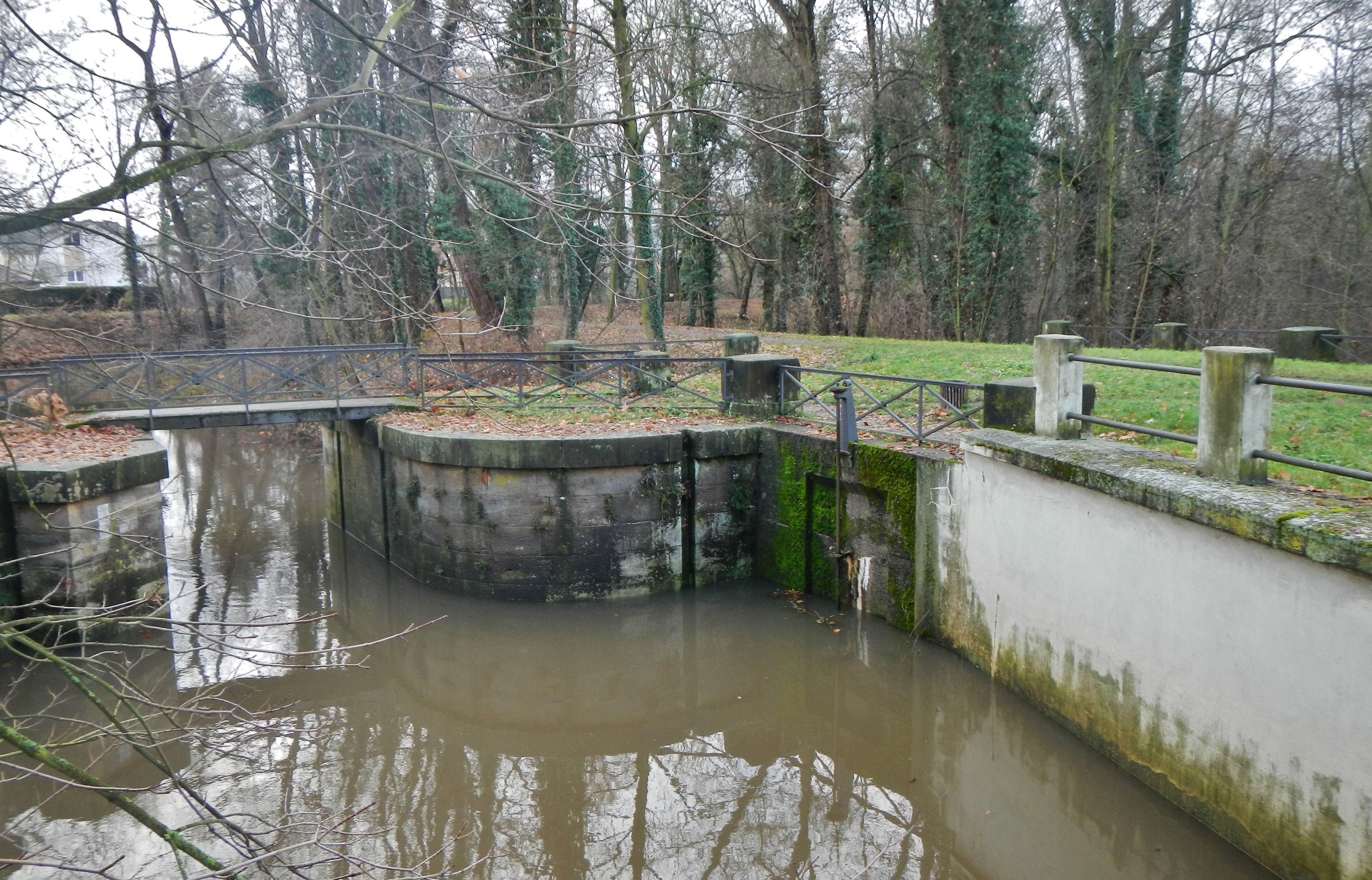
Germersheim, kurz vor der Queichmündung

### Einzugsgebiet
Das 271,158 km² große Einzugsgebiet der Queich erstreckt sich vom Pfälzerwald über das Dahn-Annweiler-Felsenland bis zum Nördlichen Oberrheintiefland und wird durch sie über den Rhein zur Nordsee entwässert.
Es grenzt
- im Nordosten an das Einzugsgebiet des Hainbachs, der über den Woogbach und den Speyerbach in den Rhein entwässert,
- im Südosten an das des Klingbachs, der über den Michelsbach in den Rhein entwässert,
- im Südwesten an das der Lauter, die in den Rhein entwässert,
- im Westen an das des Schwarzbachs, der über die Blies, die Saar und die Mosel in den Rhein entwässert,
- im Norden an das des Speyerbachs, der in den Rhein entwässert.

Die höchste Erhebung ist der Roßberg, mit 637 m der zweithöchste Berg des Pfälzerwalds, im Nordwesten des Einzugsgebiets.

## Geologie

### Abtrag im Pfälzerwald

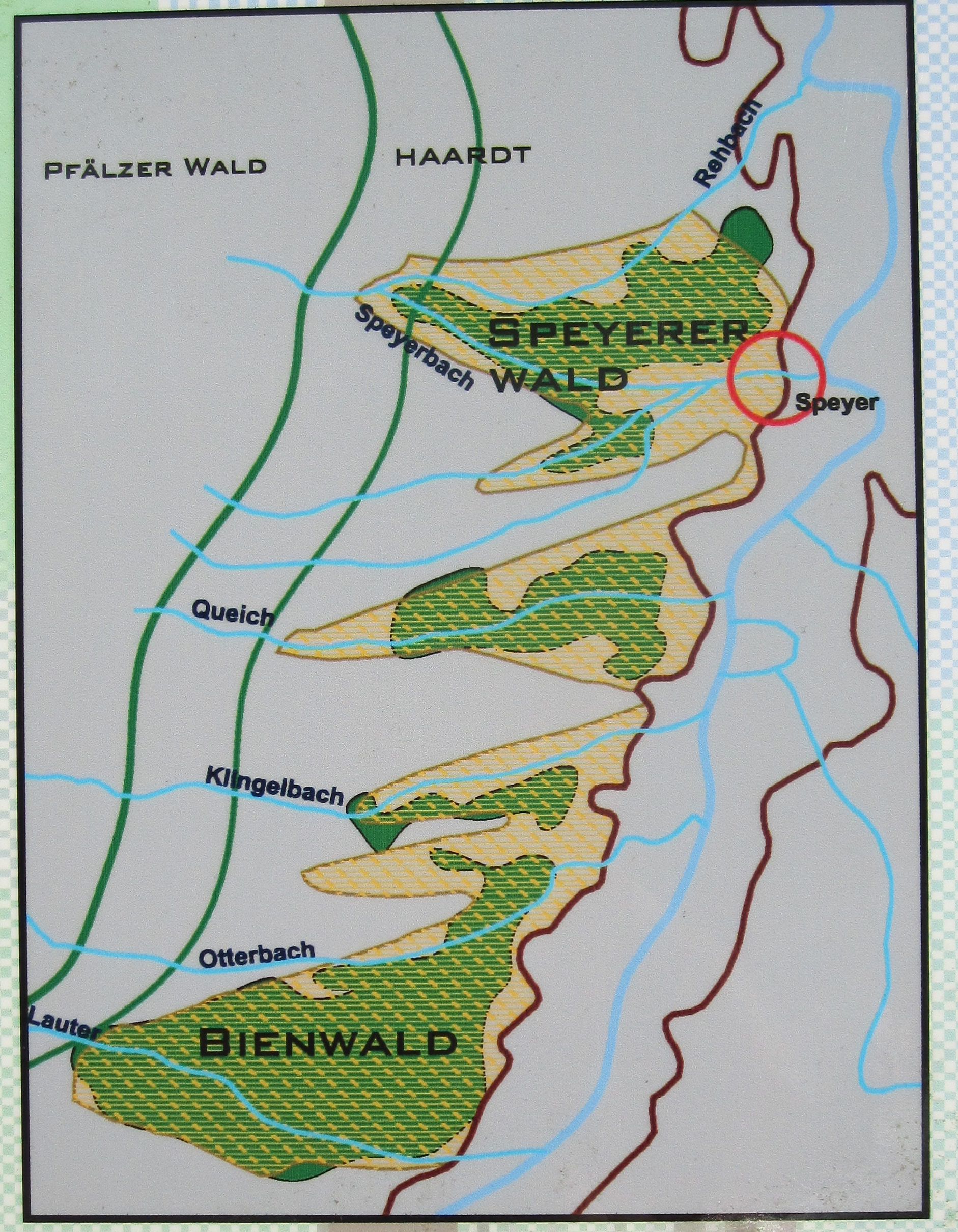
Überblickskarte: Die Wälder zwischen Pfälzerwald/Haardt und Rheinniederung auf den Schwemmfächern der Bäche (von Norden): der Speyerer Wald auf dem Schwemmfächer des Speyerbachs und des Rehbachs, südlich davon der Bellheimer Wald auf dem Schwemmkegel der Queich, dann der Schwemmfächer des Klingbachs (auf der Karte mit Schreibfehler) und ganz im Süden der größte der Wälder, der Bienwald, auf dem Schwemmfächer der Lauter. Die beiden braunen Linien parallel zum Rhein markieren den Übergang vom Hochgestade zur Rheinniederung, dem Gebiet, in dem der Rhein mäanderte, also seinen Flusslauf immer wieder verlegte. Die Schwemmfächer brechen an dieser Linie ab, denn der Rhein transportierte von den Bächen mittransportierte Sande natürlich leicht ab.

Zur Bedeutung der Queich für die geologische Gestalt des Pfälzerwalds schreibt die Bundesanstalt für Geowissenschaften und Rohstoffe in der Vorstellung ihrer Karte für die Region:

„Der Pfälzerwald stellt mit dem Wasgau die vielgestaltigste Buntsandsteinlandschaft Deutschlands dar. Schichten des Mittleren und Oberen Buntsandsteins sind hier aufgeschlossen. Während der tektonischen Hebung des Pfälzerwalds schnitt sich die Queich mit ihren Nebenflüssen in das Gebirge ein und räumte die Täler weitflächig aus. In den breiten, zerlappten Talweitungen am Ostrand des Pfälzerwalds treten die Annweiler Schichten des unteren Buntsandsteins und das Rotliegend der Nahe-Gruppe zu Tage.“

### Der Schwemmfächer in der Rheinebene
Von den Randgebirgen des Oberrheingrabens streben zahlreiche Bäche dem Rhein zu, so auch vom Pfälzerwald über den Haardtrand in östlicher Richtung. Während der letzten Eiszeit stand reichlich Wasser zur Verfügung, das große Mengen abgetragenen Gesteinsschuttes und Sande aus dem Gebirge in die Rheinebene transportierte. In der Ebene verteilte sich das Wasser, und so lagerten sich Kiese und Sande dort ab und bildeten sogenannte Schwemmfächer. Der Name kommt von der dreieckigen Form, die sich in die Ebene zum Rhein hin ausweitet.
Der Austritt der Queich aus dem Pfälzerwald bei Albersweiler über die Haardt bei Godramstein in die Rheinebene schuf einen Schwemmfächer bis hin zur Rheinniederung. Weil der überwiegend sandige Boden für den Ackerbau wenig ertragreich war, konnten sich auf solchen Schwemmfächern auch nach Durchsetzung der Landwirtschaft als Wirtschaftsform Waldungen erhalten, während die fruchtbaren Lössgebiete früh gerodet wurden. Die Queich schuf so die Grundlage für die Entstehung des Bellheimer Walds.

## Geschichte
Neuere Forschungsergebnisse lassen vermuten, dass wohl schon im Mittelalter der Unterlauf der Queich etwa auf der Höhe von Zeiskam, um etwa 2 km nach Norden verschoben wurde. Grund war offenbar, dass man wegen der Holztrift die Mündung in den Rhein nach Germersheim verlegen wollte.
Im Zuge des Friedens von Nimwegen wurde das gesamte Gebiet südlich der Queich vorübergehend Frankreich zugeschlagen. Im Pfälzischen Erbfolgekrieg baute der französische Marschall Vauban die Stadt Landau zur Festung aus. Er ließ dazu zwischen 1688 und 1691 den Albersweilerer Kanal als 12 km lange schiffbare Verbindung vom Steinbruch bei Albersweiler nach Landau anlegen. Der Kanal verlief parallel zur Queich und wurde mit deren Wasser gespeist. Von dieser zweitältesten künstlichen Wasserstraße Deutschlands (nach dem Finowkanal von 1608) sind unter anderem die Schleusen erhalten, mit denen das Bachwasser in den Kanal abgeleitet wurde.
Die Funktion der Queich als Grenzfluss endete mit dem Frieden von Rijswijk.
Im Österreichischen Erbfolgekrieg der 1740er Jahre ordneten französische Truppen den Bau der Queichlinien zwischen Landau und dem Rhein bei Hördt als Befestigungslinie an. Noch heute findet man im Hördter Wald beim Spiegelbach eine erhaltene Schanze. Die Landauer Straße An 44 erinnert noch an die Bastion Nummer 44 der Queichlinien. Während des Ersten Koalitionskriegs bildete die Queich zusammen mit der weiter südlich fließenden Lauter das Aufmarschgebiet der französischen Armee. Ab 1792 bildete die Queich die Grenze zwischen Frankreich und Kurpfalz-Bayern, ehe im Zuge des Frieden von Campo Formio ab 1798 der Bereich nördlich des Flusses ebenfalls an Frankreich fiel. Zwischen dem Ersten und Zweiten Pariser Frieden war die Queich erneut Grenzfluss zwischen Frankreich und Bayern. Als Teil der Armee der Hundert Tage kämpfte das französische 7e régiment de chasseurs à cheval 1815 unter anderem entlang des Flusses gegen Bayern. Mit dem Wiener Kongress im Jahr 1815 wurde die Grenze zu Frankreich dauerhaft nach Süden an die Lauter verlegt.

### Queichwiesenbewässerung

Queichwiese in Queichheim

Über Jahrhunderte wurden auch entlang der Queich die Wiesen bewässert. Mehr dazu unten bei Natur/Wässerwiesen. In den 70er/80er Jahren ging diese traditionelle Bewässerung zunehmend auch im Queichtal zurück. Lediglich die Gemeinden Ottersheim und Offenbach hielten an der traditionellen Bewässerung fest. Im Jahr 1996 fanden sich Landwirte, Naturschützer und Kommunen in der IG Queichwiesen zusammen, um die Wiesenbewässerung zu erhalten und zu reaktivieren. Die Gemeinde Ottersheim übernahm die Federführung. Zwischenzeitlich werden wieder 450 ha Wiesen bewässert. Seit 2018 ist die „Wiesenbewässerung in den Queichwiesen zwischen Landau und Germersheim“, das größte zusammenhängende Wiesenbewässerungssystem in Deutschland, als Immaterielles Kulturerbe anerkannt. Auf Grund einer gemeinsamen Bewerbung mit sieben ähnlichen Initiativen in  europäischen Staaten hat die UNESCO im Dezember 2023 die „Traditionelle Bewässerung in Europa“ zum „Immateriellen Kulturerbe der Menschheit“ erklärt.

## Wirtschaftliche Nutzung

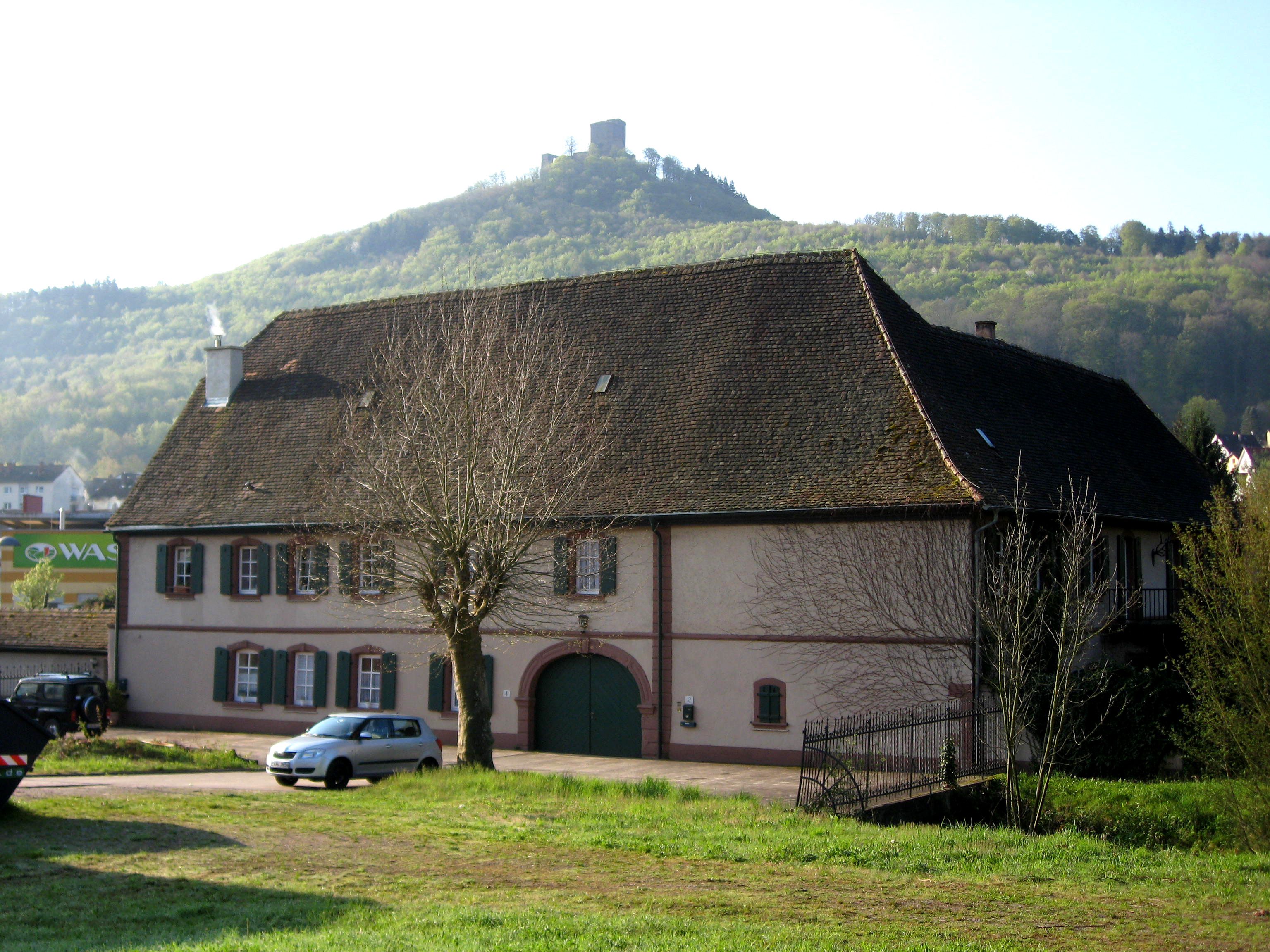
Ehemalige Papiermühle in Annweiler

Die Wasserkraft der Queich wurde für Mühlen genutzt. Die französischstämmige Familie Disqué besaß im 18. und 19. Jahrhundert mehrere Mühlen entlang und im Umfeld der Queich. Ab dem 13. Jahrhundert wurde in der Queich Scheitholz getriftet. Die stärkste Nutzung war um die Mitte des 19. Jahrhunderts. Für die Trift war die genügende Wasserführung der Queich wichtig. Dazu wurde sie zeitweise in Klausen oder Woogen aufgestaut. Dann fehlte den unterhalb liegenden Mühlen das nötige Wasser. Wenn das Holz freigegeben wurde, kam es oft zu Überschwemmungen der Mühlenzuläufe und Schäden durch verkeilte Hölzer. 1881 erreichten die Mühlenbetreiber die Einstellung des Triften. 
In der Sarnstaller Papierindustrie in Annweiler wurde das Wasser zur Papierherstellung genutzt und entsprechend verschmutzt zurück in die Queich geleitet.

## Sehenswürdigkeiten

### Bauwerke
- Wallfahrtskirche Maria Himmelspforte auf dem Winterberg oberhalb der Queichquelle
- Deutsches Schuhmuseum und Gläserne Schuhfabrik in Hauenstein
- Ruine Falkenburg bei Wilgartswiesen
- Evangelische Pfarrkirche von 1843 in Wilgartswiesen
- Evangelische Pfarrkirche in neoklassizistischem Stil in Rinnthal
- Reichsburg Trifels bei Annweiler
- Museum unterm Trifels, Wassergasse und Stadtmühle in Annweiler
- Schleusenhaus und historische Wasserbauten in Landau
- Schleuse beim Paulusstift in Landau-Queichheim
- Teilungswehr bei Ottersheim
- Festung Germersheim mit diversen historischen und neuzeitlichen Wasserbauwerken, z. B. Fischtreppe von 2009
- Amtsgericht Germersheim

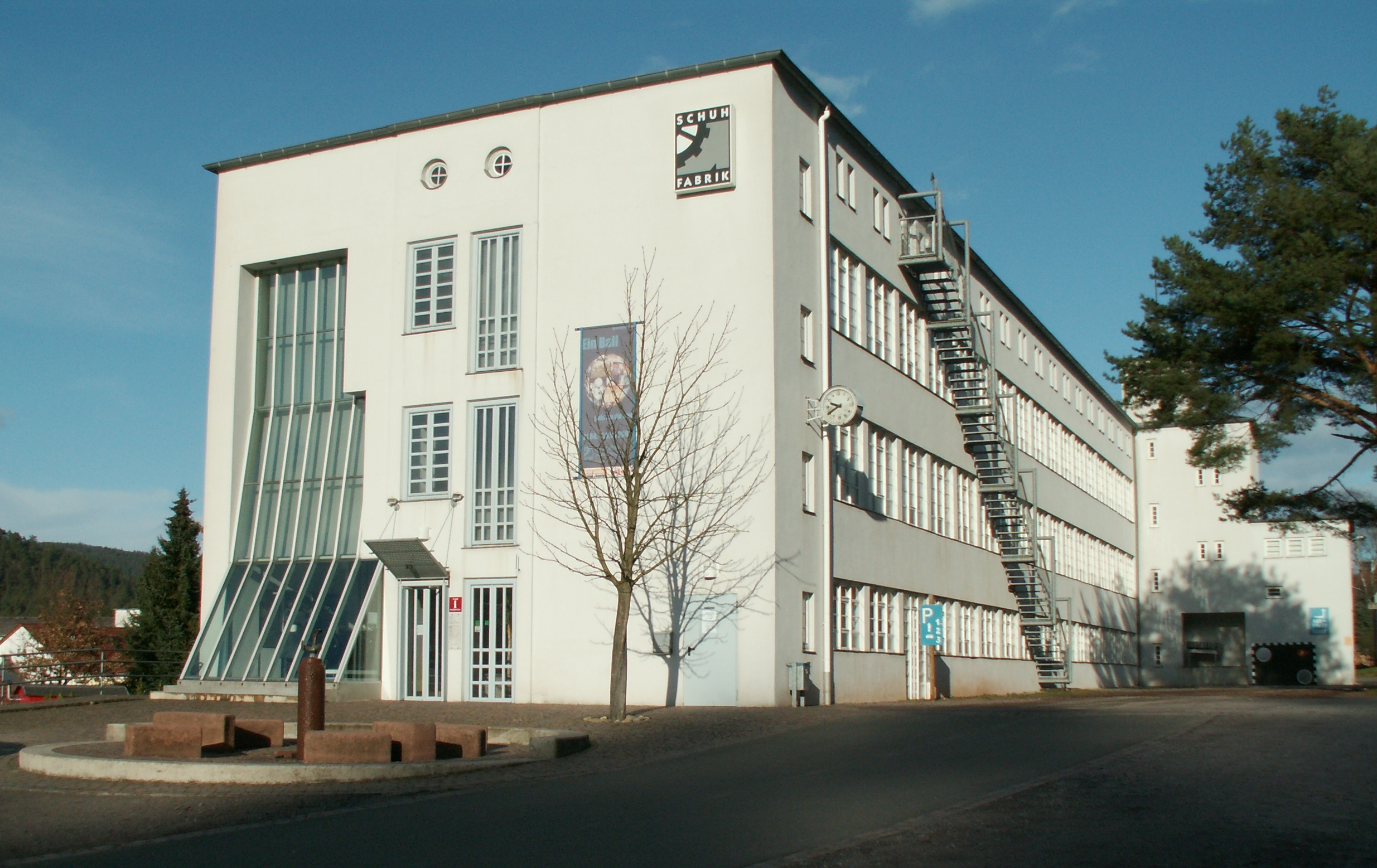
Schuhmuseum Hauenstein
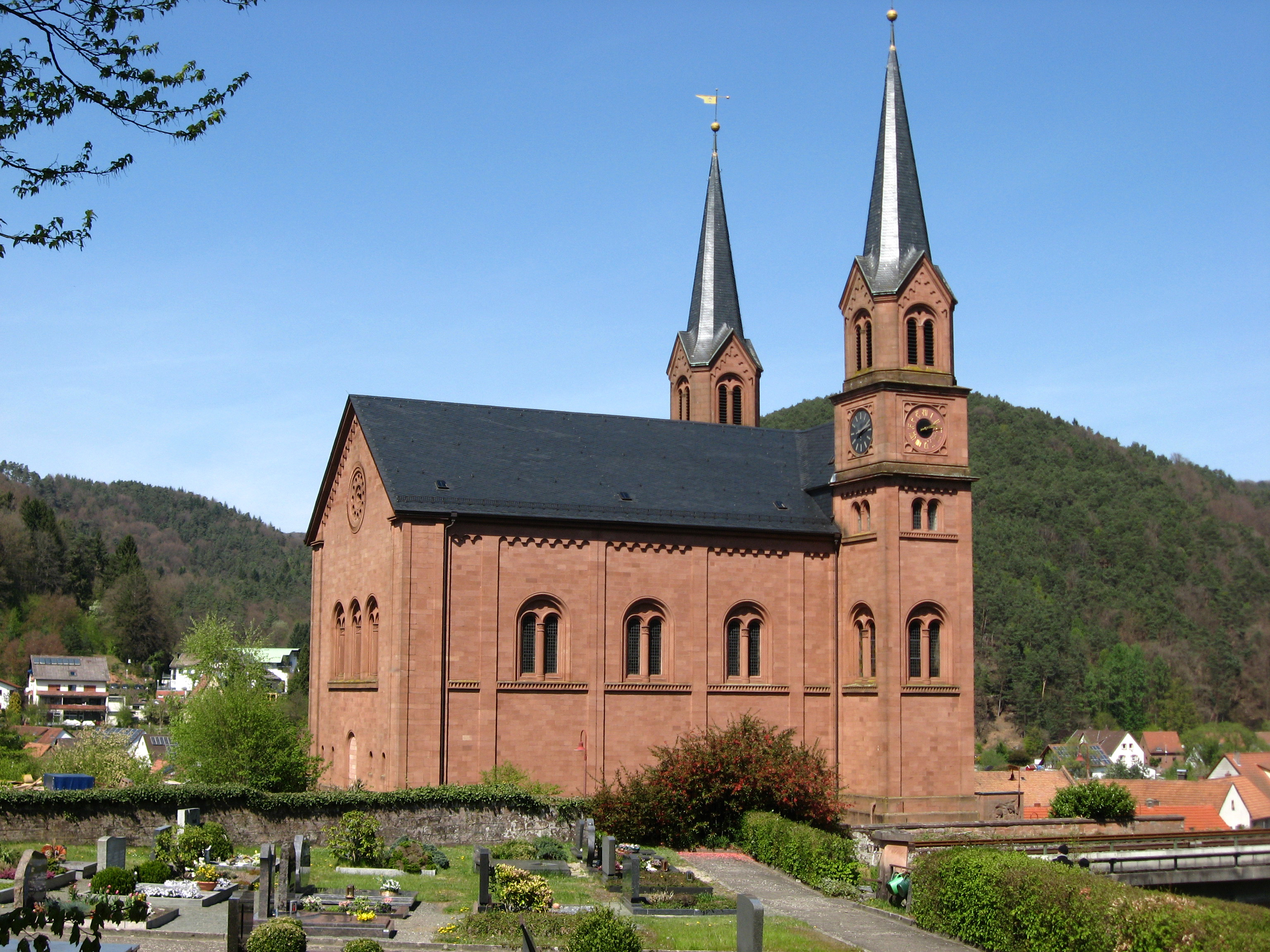
Evangelische Kirche Wilgartswiesen
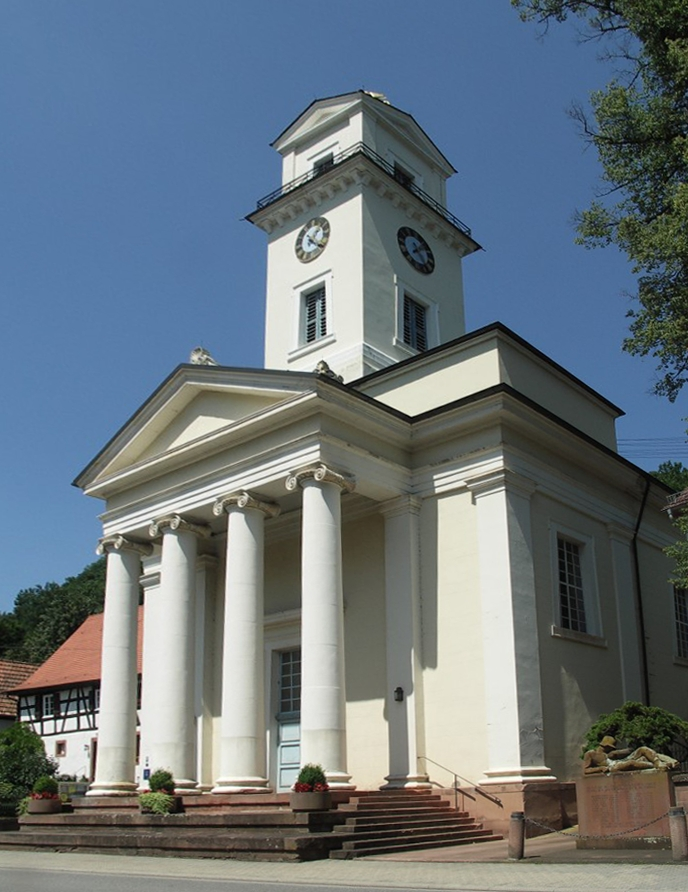
Evangelische Kirche Rinnthal
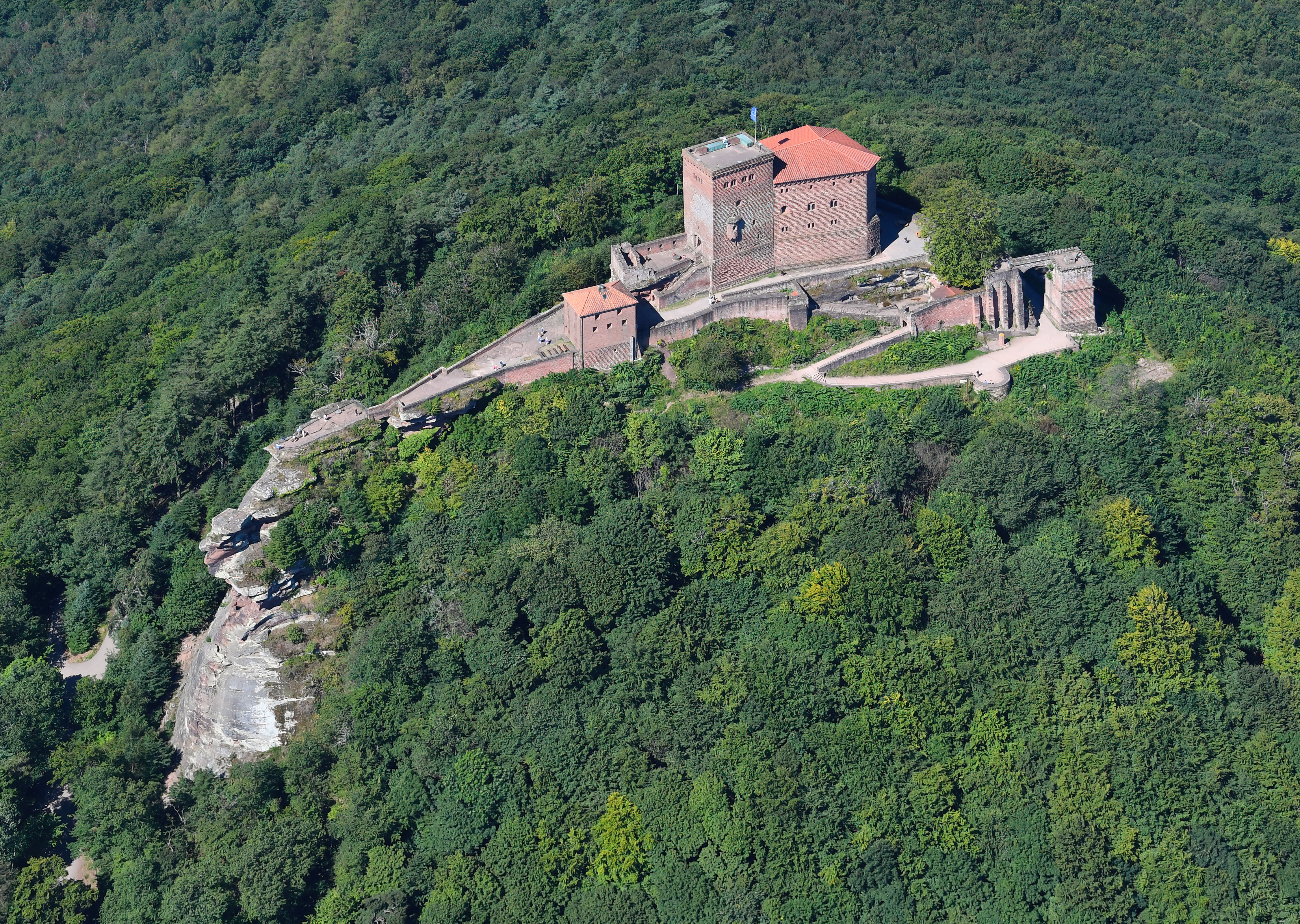
Reichsburg Trifels bei Annweiler
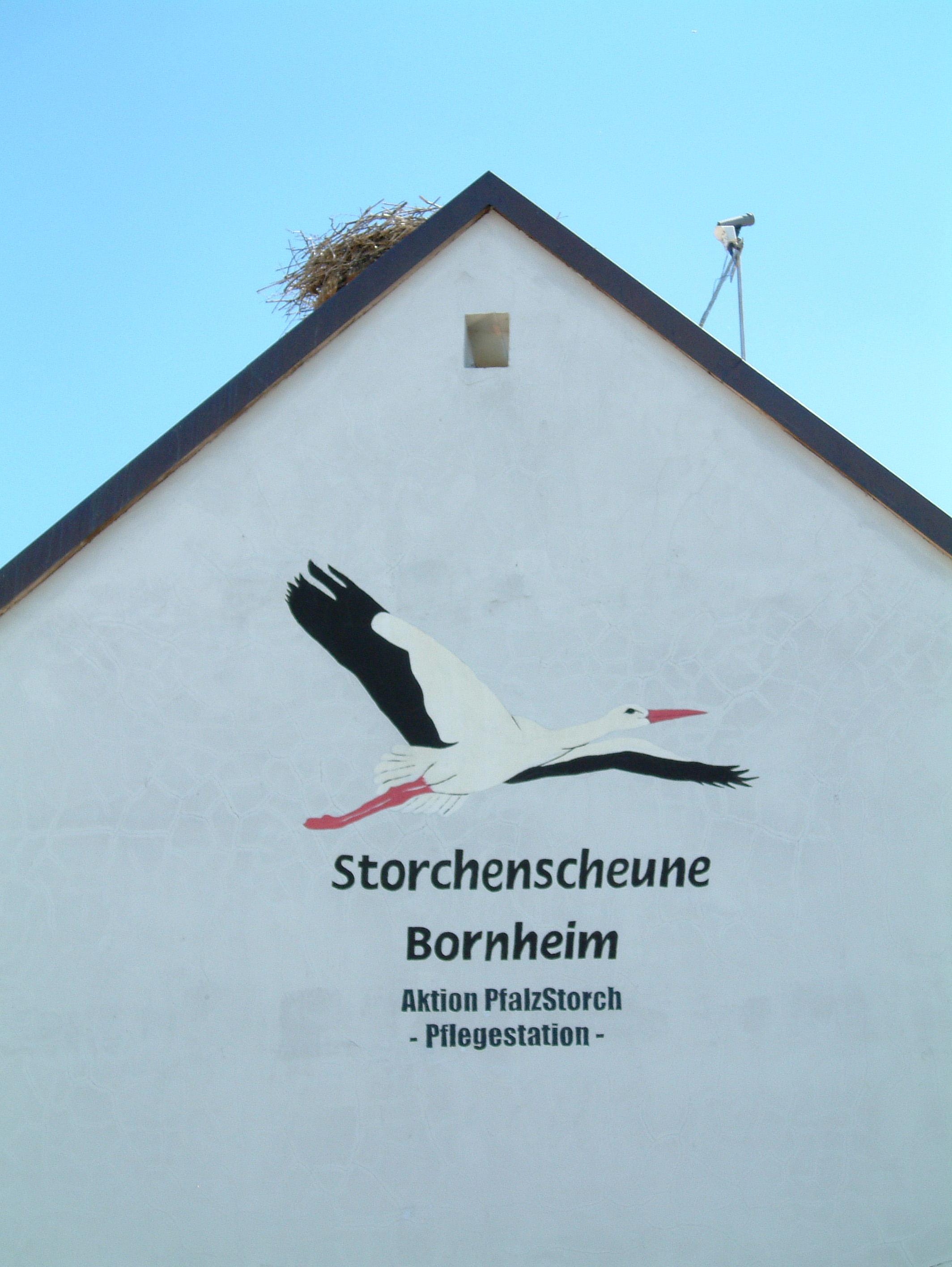
Storchenscheune Bornheim
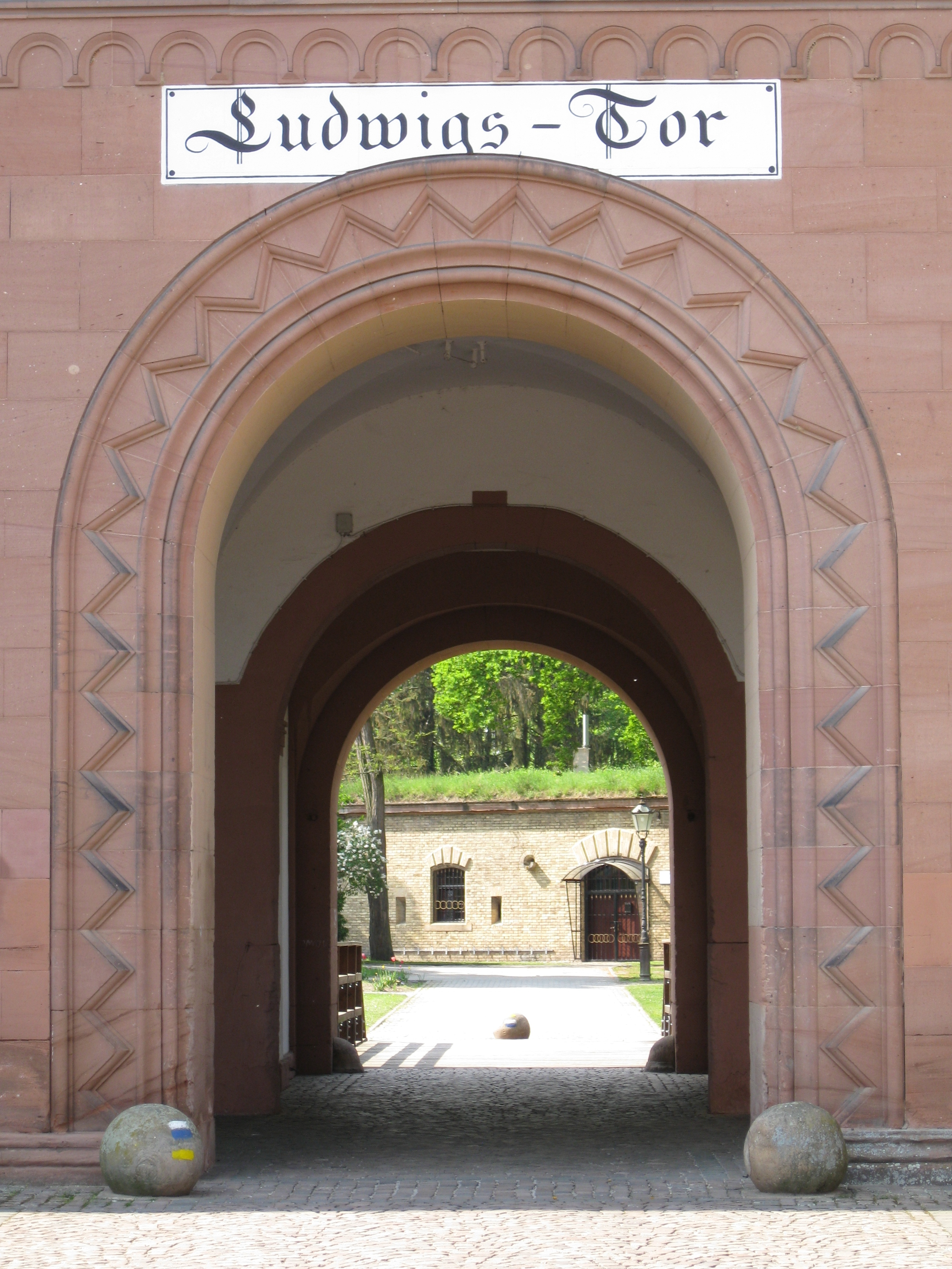
Festung Germersheim

### Natur
- Bachlehrpfad des Angelsportvereins Queichtal an den Reiterwiesen zwischen Godramstein und Landau
- Storchenscheune (Pflegestation) und Storchenzentrum (Bildungseinrichtung) der Aktion Pfalzstorch in Bornheim
- Die Wässerwiesen entlang der Queich werden in einer Kooperation aus Landwirtschaft, Gemeinden und Naturschutzverbänden als rheinland-pfalzweites Pilotprojekt (u. a. Natura 2000-Projektgebiet) auf vielen hundert Hektar in einem kleinflächigen Mosaik nach historischen Wässerrechten mehrmals jährlich zwischen April und August flach überflutet. Wichtigster Akteur ist die „Interessengemeinschaft Queichwiesen“. Die Wässerwiesen sind Lebensraum der größten rheinland-pfälzischen Weißstorchpopulation.

## Verkehr
Zwischen Hauenstein und Landau führt seit 1875 die Bahnstrecke Landau–Rohrbach an der Queich entlang, ebenso die Bundesstraße 10, die bei Annweiler mehrere Tunnel durchquert. Unterhalb von Landau fließt die Queich durch weites Wiesengelände und den Bellheimer Wald. Dieser Bereich ist für Kraftfahrzeuge allenfalls durch Nebenstraßen erschlossen.
Auf gut ausgebautem Wegenetz ist der Queichtalradweg angelegt, der dem gesamten Verlauf der Queich von der Quelle bis zur Mündung folgt.

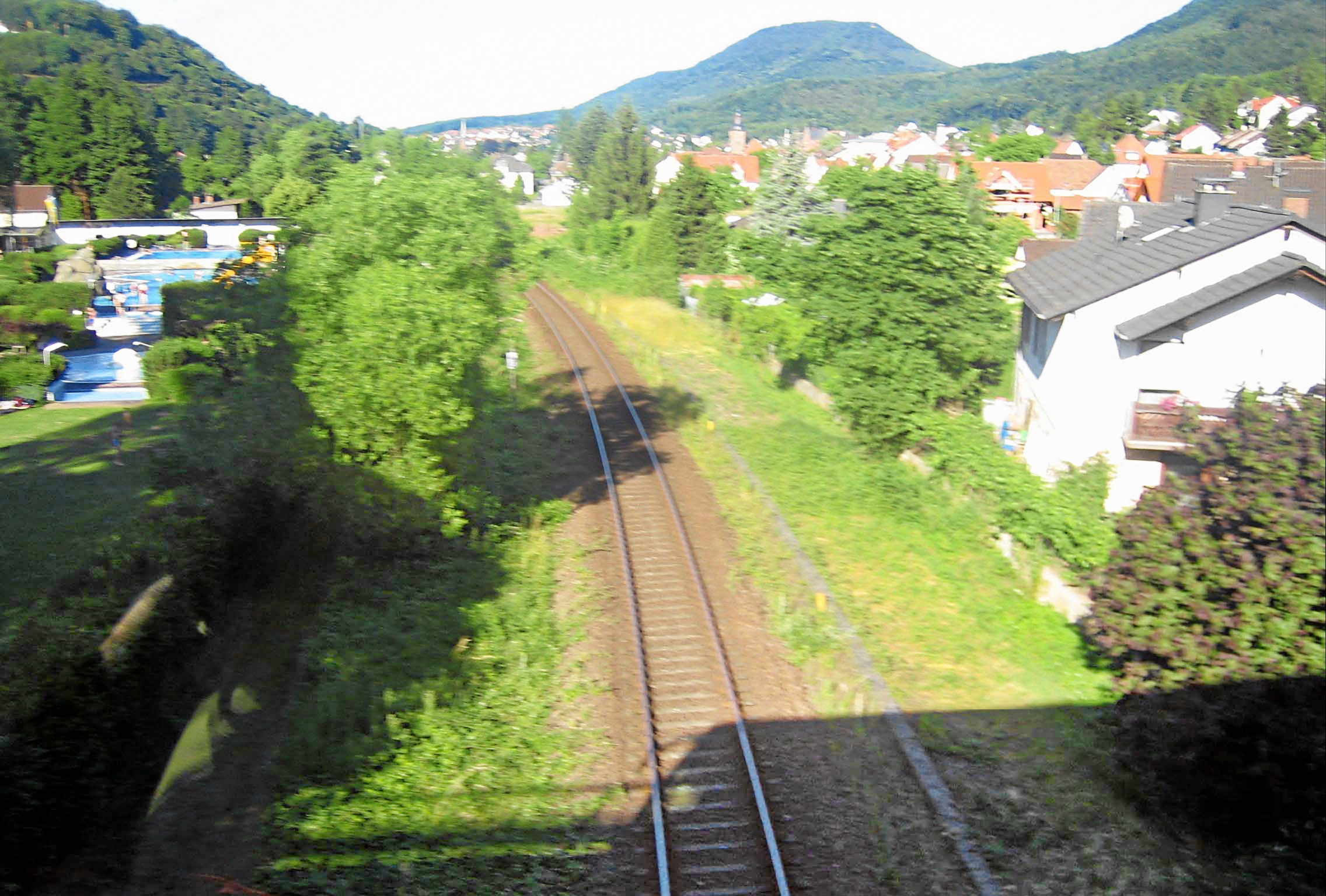
Queichtalbahn westlich von Annweiler
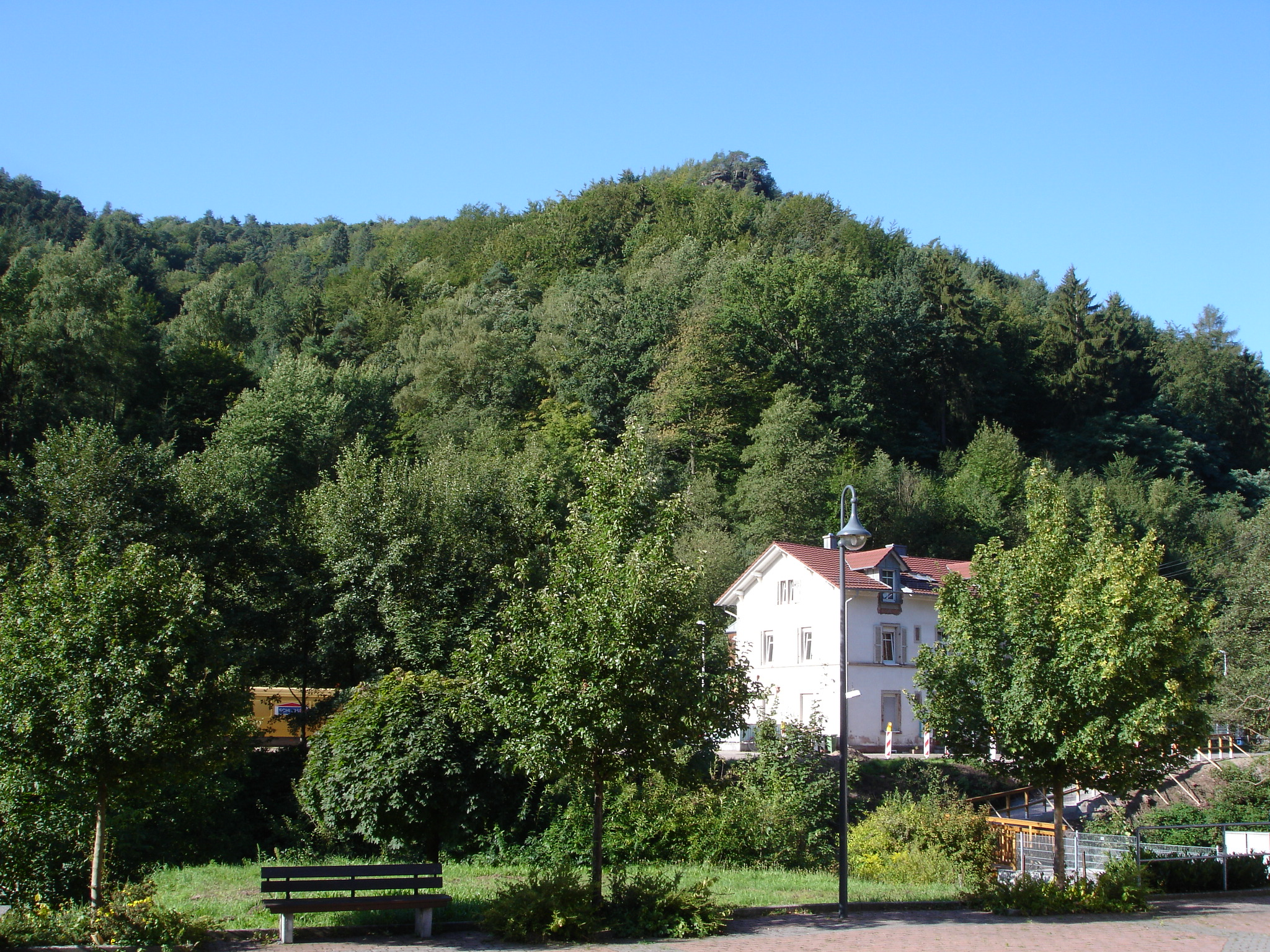
Bahnhof Rinnthal
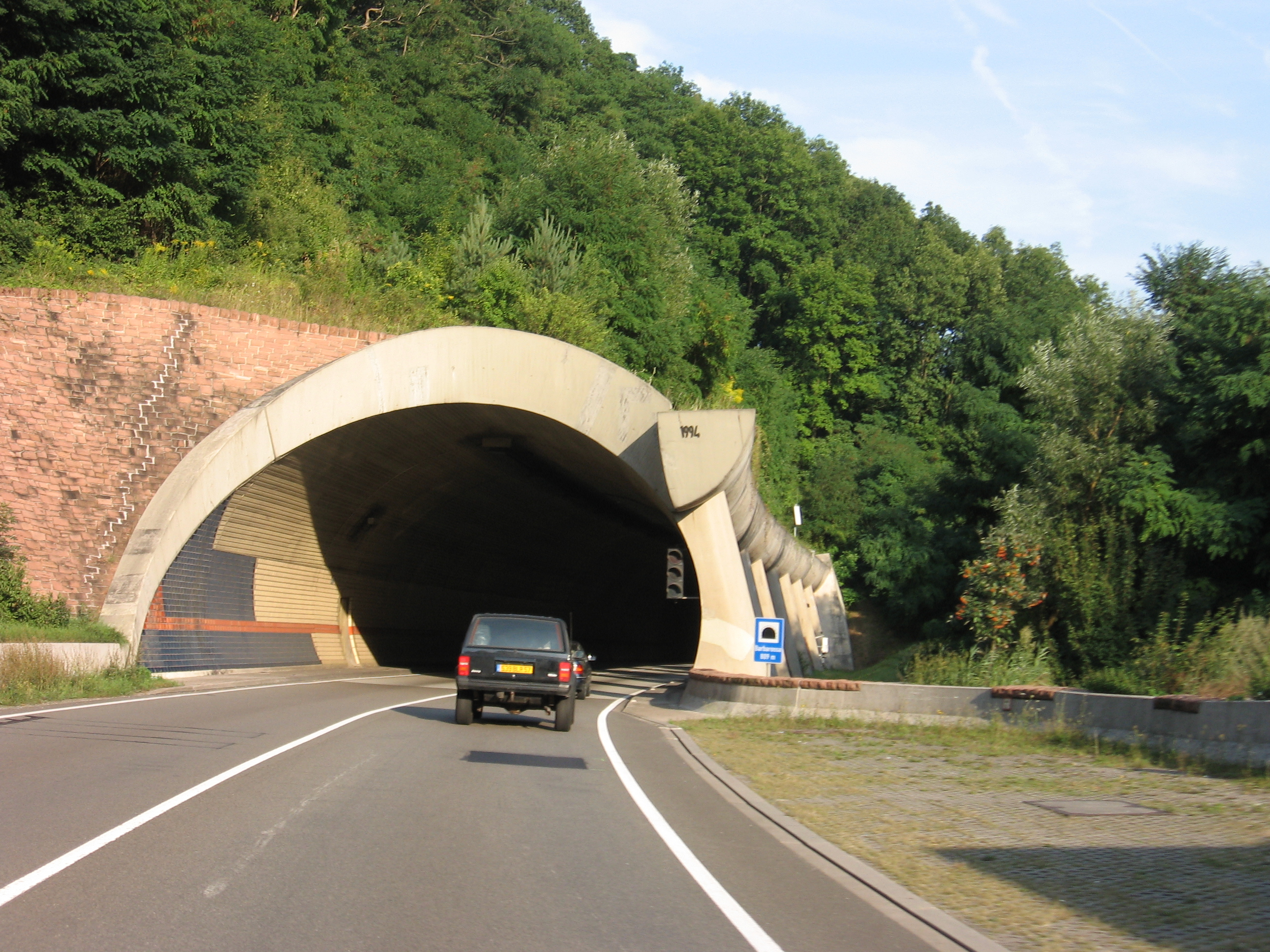
Barbarossatunnel[13] der B 10 bei Annweiler